# 유예 (사람)
유예(劉豫, 1073년~ 1146년)은 송나라의 관리, 제나라 황제이다. 